# Kreuz- und Fahnengefecht
Als Kreuz- und Fahnengefechte werden zwei gewalttätige Auseinandersetzungen zwischen Katholiken und Protestanten bezeichnet, die sich 1606 und 1607 in der damaligen Reichsstadt Donauwörth zugetragen haben. Infolge dieser lokalen Streitigkeiten wurde Donauwörth vom Herzogtum Bayern annektiert, was wiederum zur Gründung der Protestantischen Union als Schutzbündnis lutherischer und calvinistischer Reichsstände führte. Der Konflikt um Donauwörth trug zu den Spannungen bei, die 1618 den Dreißigjährigen Krieg auslösten.

## Vorgeschichte
Die Einwohner Donauwörths waren in der Reformationszeit mehrheitlich zum Protestantismus konvertiert. Auch der Magistrat der Stadt war protestantisch. Als sich seit Ende des 16. Jahrhunderts als Folge der katholischen Gegenreformation der Ton zwischen den Anhängern beider Konfessionen wieder verschärfte, kam es auch in Donauwörth zunehmend zu religiös motivierten Disputen und Streitigkeiten zwischen der protestantischen Mehrheit und der katholischen Minderheit. Dabei wurden die Katholiken von den Mönchen des am westlichen Stadtrand liegenden Benediktinerklosters Heilig Kreuz unterstützt.

## Markusprozession 1606
Zum ersten gewalttätigen Zusammenstoß kam es am 25. April 1606. Bei der Markusprozession ins nahegelegene Dorf Auchsesheim durchquerten fünf Benediktinermönche und eine kleine Schar Katholiken die Stadt singend und mit wehenden Fahnen. Diese Zurschaustellung des Katholizismus war nach den Bestimmungen des Augsburger Religionsfriedens zwar rechtens, widersprach aber der in den vorangegangenen Jahren geübten Praxis.
Die protestantische Bevölkerungsmehrheit betrachtete das demonstrative Auftreten der Katholiken als Provokation. Als die Prozession auch den Rückweg wieder durch die Stadt nehmen wollte, verweigerte ihr der Rat der Stadt den Einlass durch das Stadttor. Die Durchquerung der Stadt werde nur gestattet, wenn die Fahnen eingerollt würden und der Gesang unterbliebe. Es folgte ein Streit zwischen den Konfessionsgruppen, der in einer Prügelei endete. Ein Notar des Bischofs von Augsburg protokollierte den Vorfall. Aus seiner Anwesenheit schließen einige Historiker, dass die Prozession tatsächlich als Provokation geplant war.
Der Bischof von Augsburg reichte beim Reichshofrat Klage gegen Donauwörth ein, wobei der notarielle Bericht als Beweis diente. Kaiser Rudolf II., selbst katholisch, drohte der Stadt daraufhin mit der Reichsacht, wenn sie die Rechte ihrer katholischen Bürgerschaft nicht respektierte.

## Erneute Prozession und Verhängung der Reichsacht
Trotz dieser Drohung endete auch die Markusprozession des darauffolgenden Jahres wieder in einem Tumult. Die Teilnehmer an der Prozession wurden zusammen mit zwei bayerischen Kommissaren aus der Stadt gejagt. Daraufhin verhängte der Kaiser am 3. August 1607 die Reichsacht über Donauwörth und beauftragte den bayerischen Herzog Maximilian I. mit ihrer Vollstreckung.
In Überschätzung der eigenen Möglichkeiten weigerte sich der Rat der Stadt, eine von Maximilian I. entsandte Verhandlungsdelegation auch nur zu empfangen. So ließ der Herzog Ende November 1607 eine Streitmacht von 15.000 Mann vor Donauwörth aufmarschieren. Die kleine Reichsstadt, die damals ca. 4.000 Einwohner zählte, kapitulierte angesichts der Übermacht, und am 17. Dezember besetzten die bayerischen Truppen den Ort. Herzog Maximilian ließ der Stadt eine astronomisch hohe Kostenrechnung präsentieren, die ihre finanziellen Mittel weit überstieg. Da Donauwörth die Geldforderungen nicht erfüllen konnte, blieb die Stadt im bayerischen Pfandbesitz, was de facto einer Annektierung durch das benachbarte Herzogtum entsprach.

## Nachwirkungen

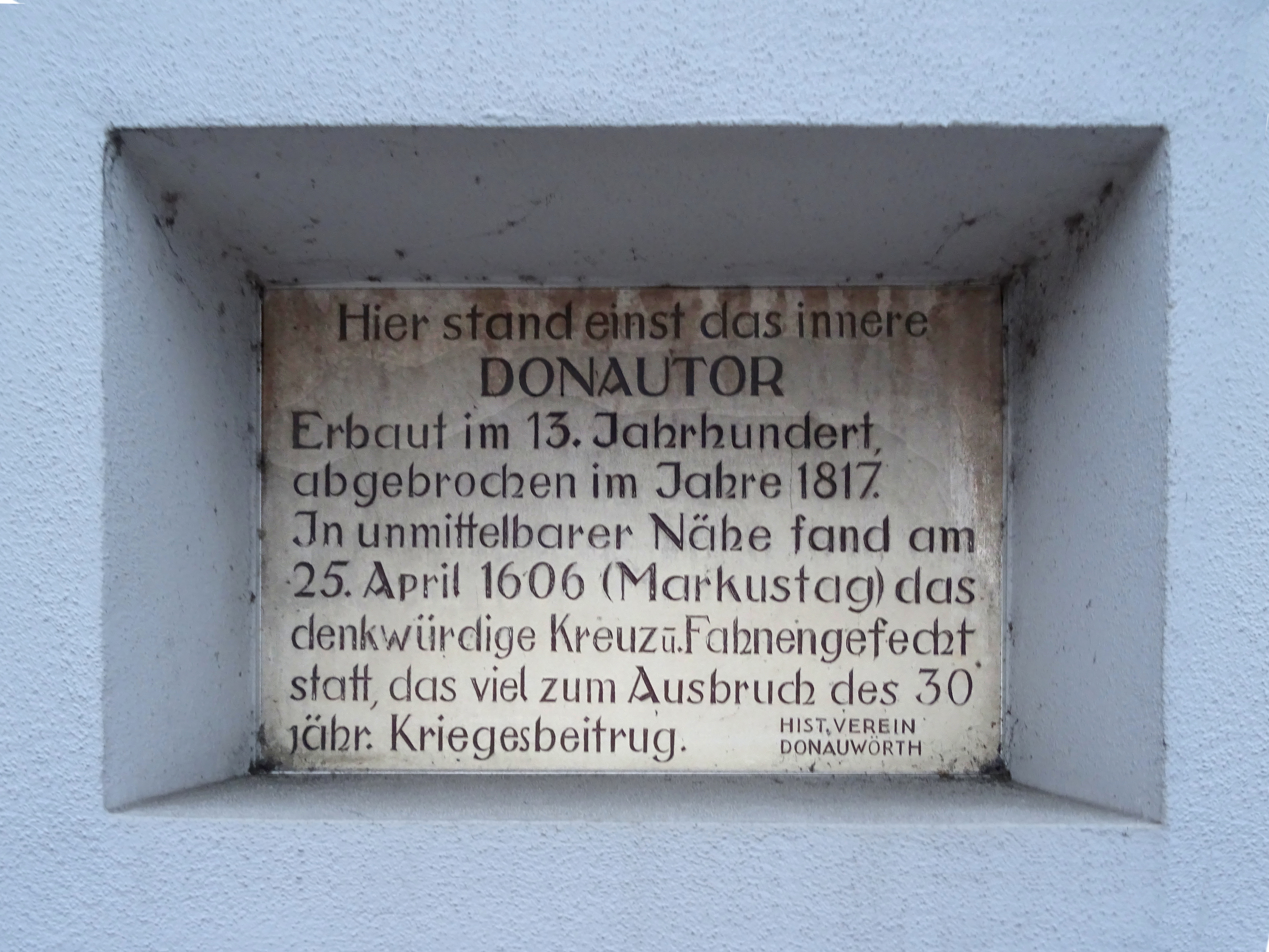
Erinnerungstafel am ehemaligen Donautor

Der Fall Donauwörth trug wesentlich zur Verschärfung der konfessionellen Spannungen im Reich bei. Zwar hatten sich die Protestanten Donauwörths mit der Behinderung der Prozessionen ins Unrecht gesetzt, aber auch die Ausführung der Reichsacht durch den Bayernherzog geschah gegen geltendes Reichsrecht. Da Donauwörth nicht zum bayerischen, sondern zum schwäbischen Reichskreis gehörte, wäre die Exekution Aufgabe des Herzogs von Württemberg als zuständiger Kreisobrist gewesen. Dieser aber war selbst Protestant, so dass der Kaiser den katholischen Herzog von Bayern beauftragte.
Maximilian I. betrieb in der Folgezeit eine gezielte Rekatholisierung der Stadt. Daher verließ ein großer Teil der protestantischen Bürger Donauwörth infolge der bayerischen Besetzung, was zur Verarmung der Stadt führte. Ihre Annexion durch Bayern erregte unter den Protestanten ganz Deutschlands großes Aufsehen und trug zum wachsenden Misstrauen zwischen den Glaubensgruppen bei. Einige der zuvor zerstrittenen protestantischen Reichsstände gründeten als Reaktion auf Donauwörth die Protestantische Union, um weiteren Ansprüchen der katholischen Mächte entgegenzutreten. Ihr Anführer war der calvinistische Kurfürst Friedrich von der Pfalz, der nach 1618 zusammen mit seinem katholischen Vetter Maximilian von Bayern wesentlich zum Ausbruch des Dreißigjährigen Krieges beitrug.